# Mobile Suit Gundam 0083: Stardust Memory
Mobile Suit Gundam 0083: Stardust Memory (機動戦士ガンダム0083 STARDUST MEMORY Kidō Senshi Gandamu Daburuōeitīsrī Sutādasuto Memorī?) es un OVA ambientado en la línea de tiempo Universal Century de franquicia Gundam. El OVA cuenta con 13 episodios, cada uno con 30 minutos de duración. Estuvo en publicación desde el 23 de mayo de 1991 hasta el 24 de septiembre de 1992. Fue dirigido Mitsuko Kase (desde el episodio 1 hasta el 7) y Takashi Imanishi (desde el episodio 8 hasta el 13). Los personajes fueron diseñados por Toshihiro Kawamoto y Los robots fueron elaborados por Hajime Katoki y Shoji Kawamori (conocido por sus trabajos en Macross ). Gundam 0083 fue licenciado en Norte América por Bandai Entertainment y estuvo disponible en VHS y DVD. El OVA fue transmitido por Adult Swim en 2002.

## Resumen
En los instantes finales de la Guerra de un Año, el almirante Aguille Delaz se entera de las muertes tanto de Gihren como de Kycilia Zabi de quién deduce fue la causante de la muerte de su comandante. Decidido a no perder a más de sus tropas debido a que la guerra prácticamente dejaba a la Federación Terrestre como vencedora tras la caída de la fortaleza espacial de A Bao A Qu, Delaz toma a lo que queda de su flota y huye junto con los restos de la flota espacial del Principado de Zeon al asteroide espacial AXIS con la esperanza de rearmarse y tener su venganza.
La serie está ambientada entre octubre y noviembre del año 0083 del Siglo Universal. Los espías de Zeon han identificado a un prototipo de Gundam diseñado por Anaheim Electronics, capaz de realizar ataques nucleares. Un expiloto de elite de Zeon es despachado junto con un grupo de soldados con destino a la Tierra para apoderarse de ese Gundam como parte de la Operación Stardust.
Cuando los Zeonitas se apoderan del Gundam, La Federación de La Tierra le ordena a la Nave de Combate Albion y a su tripulación ubicar y recuperar la máquina. Cuando el Gundam robado ataca la fortaleza espacial de Solomon (Ocupada por la federación bajo el nombre Konpei Island) la fuerza espacial de la Federación sufre una serie de terribles pérdidas. Mientras las fuerzas federales se reagrupan, estos descubren que Zeon ha capturado una colonia espacial para "estrellarla contra la luna". El verdadero objetivo de la Operación Stardust se revela cuando la colonia espacial capturada por Zeon cambia de dirección para estrellarse contra la Tierra.
La serie termina con la creación de Los Titanes, una Fuerza Elite de Combate de la federación, los principales antagonistas de la serie Mobile Suit Zeta Gundam.

### Episodios
| # | Título                                                                                      | Estreno (en Japón) |
| --- | ------------------------------------------------------------------------------------------- | ------------------ |
| 1 | «"El Robo del Gundam"» «"Gandamu Gōdatsu" (ガンダム強奪)»                                   |                    |
| En el prólogo (ambientado justo en medio de la Batalla de A Bao A Qu, Diciembre del UC0079), El piloto de Elite de Zeon, Anavel Gato decide salir al campo de batalla, pero es detenido por su comandante, el Almirante Aiguille Delaz, que lo pone al tanto de la muerte de su líder, Gihren Zabi. Ante la estrepitosa derrota de Zeon en A Bao A Qu, ambos hombres se retiran del campo de batalla para planear el regreso de Zeon. En octubre del año UC 0083, La nave de asalto Albion viaja hacia la base australiana de Torrington para entregar dos prototipos de Gundam que se encuentran bajo desarrollo: El RX-78 GP01 Zephyranthes y el GDP02 Physalis . Ambos prototipos fueron enviados a esta base para ser probados bajo la supervisión de la ingeniera Nina Purpleton de Anaheim Electronics. Debido a los bajos niveles de seguridad,, un espía de Zeon ayuda a Gato a infiltrarse en la base y a robarse el prototipo GP02A Physalis justo después de ser cargado con dos ojivas nucleares. Siendo testigo de esto, el Alférez Kou Uraki sube a bordo del RX-78 GP01 Zephyranthes con la intención de detenerlo, mientras fuerzas de zeon atacan la base. |                                                                                             |                    |
| 2 | «"Persecución Interminable"» «"Owarinaki Tsuigeki" (終わりなき追撃)»                        |                    |
| Kou, su amigo Chuck Keith, y los veteranos South Burning y Dick Allen persiguen a Gato en un intento por recuperar al Gundam GDP02 Physalis , Sin embargo, son interceptados por fuerzas de Zeon y Dick Allen muere durante la emboscada. Gato planea escapar en un transbordador espacial Komusai. Kou destruye el transbordador antes de que gato pueda abordarlo, pero este es en realidad una distracción: Gato escapa en un submarino que facilitó fuego encubierto durante el ataque a la base de Torrington. |                                                                                             |                    |
| 3 | «"¡Albion, A la Batalla,!"» «"Shutsugeki Arubion" (出撃アルビオン)»                         |                    |
| De vuelta en Torrington, el General John Kowen prepara un nuevo equipo de búsqueda para atrapar a Gato y nombra al Teniente Burning como líder del mismo. Kou y Keith se unen al equipo. El Subteniente Bernard Monsha, uno de los nuevos miembros del equipo, duda de la capacidad de Kou para pilotar al GP01. Nina asegura que Kou puede pilotar la máquina sin problemas, pero Monsha lo reta a un duelo de mobile suits para ver quién merece ser el piloto del Zephyranthes. Aunque Kou gana la pelea, El Teniente Burning interviene y pone a ambos pilotos en reclusión por una semana. Mientras tanto, Gato se dirige a la mina de diamantes de Kinbareid al este de África. La mina todavía está ocupada por remanentes de Zeon que sobrevivieron a la Guerra de un Año. |                                                                                             |                    |
| 4 | «"Ataque y Retirada en la Arena Ardiente"» «"Nessa no Kōbōsen" (熱砂の攻防戦)»              |                    |
| El Albion realiza labores de patrullaje en el este de África. Bernard Monsha se propasa con las mujeres de la tripulación y sabotea el aterrizaje de Kou después de su vuelo de reconocimiento. Esto hace que la ingeniera Mora Bascht se enfurezca con él. Gato llega a la Mina de Kinbareid y eleva la moral de los soldados. Mientras tanto, Orville - el espía de Zeon que ayudó a Gato a robar el Gundam en el primer episodio - es desenmascarado y escapa a bordo de un avión caza Core Fighter II para alertar a los soldados de la Mina de Kinbraid que el Albion anda cerca, pero al no encontrar la base, es derribado accidentalmente por uno de los Zakus que vigilaba la mina. Las fuerzas de Zeon que se encontraban en la mina salen y atacan al Albion para darle tiempo a Gato de escapar utilizando un transbordador espacial de los que quedaban en la mina. Después que gato logra huir, los soldados de la Mina se rinden. |                                                                                             |                    |
| 5 | «"Gundam, hacia el mar de las Estrellas"» «"Gandamu, Hoshi no Umi he" (ガンダム、星の海へ)» |                    |
| Gato huye hacia una colonia secreta de Zeon conocida como "Jardin de Espinas" y le presenta el Gundam robado a Delaz. Sin embargo, un encuentro casual con la comandante de Zeon, Cima Garahau lo irrita cuando sus naves casi chocan. Tras la entrega del GP02, Delaz hace una declaración de guerra a toda la esfera terrestre, explicando que el GP02 y su armas nucleares son una prueba del crecimiento militar de la Federación. Mientras tanto, Nina intenta acercarse a Kou pero suena la alarma: Los Mobile Suits del Albion salen a enfrentar a los intrusos de Zeon. Nina le ordena a Kou que salga a combatir en otro Mobile Suit, pues el Zephyranthes no ha sido modificado a Full Burnern, y por ende, no está preparado aun para luchar en el espacio. A pesar de las advertencias, Kou sale en el Zephyranthes a luchar. Aunque sobrevive al combate, termina causándole graves daños a la máquina. y se estrella tratando de aterrizar en el Albion. |                                                                                             |                    |
| 6 | «"El Guerrero de Von Braun"» «"Fon Buraun no Senshi" (フォン・ブラウンの戦士)»              |                    |
| El Albion llega a la ciudad lunar de Von Braun para hacerle mejoras al Zephyrantes y transformarlo en Full Burnern. Mientras esto sucede, la tripulación sale entretenerse un poco. Una vez en el bar, un rudo comentario de Monsha desanima a Kou, y este sale a vagar por la ciudad. Kou termina siendo golpeado por unos delincuentes. Un hombre manco llamado Kelly Layzner lo rescata y lo lleva a un depósito de chatarra donde vive junto con su amante. Kou descubre que Kelly era un piloto de Zeon y lo ayuda a reparar al Val Walo, un Mobile Armor que había estado escondido durante años. Después de esto Kou regresa al Albion para probar al Gundam GDP01 Full Burnern. En algún lugar de la ciudad, Cima chantajea a Gilbert O'Sullivan (Jefe de Anaheim Electronics) con dejar caer una colonia si este le habla de ella con la federación. Ella también le dice a Kelly que prepare al Val Varo para el combate. |                                                                                             |                    |
| 7 | «"Con un Radiante Fuego Azul"» «"Aoku Kagayaku Honō de" (蒼く輝く炎で)»                     |                    |
| Aparentemente el chantaje de Cima da resultado, pues Anaheim Electronics le solicita a Nina su traslado del Albion y su salida del equipo de desarrollo de Gundam. Keith, que ahora está saliendo con Mora, le ofrece a Kou entradas de cine para que la invite a Nina después de las pruebas. Kou logra cierto progreso con Nina pero un comentario sobre las pruebas del Gundam hace que esta se enfade de nuevo. Mientras tanto, Kelly recibe un pago en oro por su trabajo en el Val Varo, pero este queda en shock cuando escucha que Zeon no lo quiere como piloto para la nueva campana. indignado, Kelly sube a bordo del Mobile Armor y reta a Kou a un duelo para probar que todavía es digno de unirse nuevamente a la flota de Delaz. Cuando Nina se interpone, Kou finalmente puede demostrarle sus sentimientos y derrota a Kelly, que no se molesta en escapar del casi destruido Val Varo, pues nunca le instaló un sistema de escape. |                                                                                             |                    |
| 8 | «"Sector de Conspiración"» «"Sakubō no Chūiki" (策謀の宙域)»                                |                    |
| Después de haber salido de Von Braun, Burning sigue entrenando a Kou y a Keith, quien le aconseja a Kou que le dé otra oportunidad a Nina. Keith se mete en problemas con Mora por haberle enseñado a Kou una colección privada de fotos de Nina que era propiedad de Monsha. El Albion se reúne con una nave de carga para recibir suministros, actividad que se ve interrumpida cuando el Albion detecta la nave de la federal Birmingham a punto de reunirse con Cima, dando lugar a un combate. En medio de la batalla, Burning recoge un maletín con archivos que hablan sobre algo llamado "Operación Stardust" y habla de ello con Kou y los demás. Sin embargo, uno de los golpes recibidos por el mobile suit de Burning se torna fatal haciendo explosión. Kou Uraki es ascendido a Sub-Teniente mientras la tripulación llora la muerte de Burning. |                                                                                             |                    |
| 9 | «"La Pesadilla de Sólomon"» «"Soromon no Akumu" (ソロモンの悪夢)»                           |                    |
| Kou y Keith continúan luchando contra fuerzas de Zeon, patrullando cerca de Konpeitoh (Solomon). El Almirante Delaz recibe la flota de Axis Zeon y la conduce a la Esfera Terrestre mientras Gato se prepara para atacar Konpeitoh, el lugar donde se encuentra acuartelada una gran parte de la La flota de la Federación. La flota de Delaz sigue sondeando las fuerzas de la federación, manteniendo a Kou ocupado. Una sonda de exploración detecta a Gato atravesar el sector y Uraki recibe órdenes de interceptarlo antes de que ataque a la flota con sus armas nucleares. Kou no logra interceptar a Gato. Gato lanza la bomba nuclear usando del GP02's MK82 destruyendo dos tercios de la flota de la federación, causándole terribles perdidas. |                                                                                             |                    |
| 10 | «"Zonas de Guerra en Colisión"» «"Gekitotsu Sen'iki" (激突戦域)»                            |                    |
| Gato dispara las ojivas nucleares destruyendo dos tercios de la flota de la federación. Después de ello, Kou intercepta a Gato y ambos empiezan a luchar. Mientras Nina se desploma al verlos pelear, ambos mobile suits terminan seriamente dañados y los pilotos los abandonan antes de exploten. Mientras tanto La flota de Cima secuestra dos colonias y luego destruye un espejo de cada una de ellas. Cuando la tripulación del Albion se entera de la captura de las colonias, Nina asume que las colonias chocaran una con otra con un curso directo hacia la luna. Nina también revela la existencia de un Tercer Gundam construido bajo el programa GDP: El RX-78GP03S Dendrobium Stamen. |                                                                                             |                    |
| 11 | «"La Vie En Rose"» «"Ra Bi An Rōzu" (ラビアンローズ)»                                       |                    |
| El Albion llega a la estación de investigaciones La Vie En Rose para recoger al GP03 Dendrobium Stamen. Una vez allí, la tripulación del Albion es recibida por la ingeniera Lucette Auduvie y Nakaha Nakato. Súbitamente, Nakato le dice a la tripulación del Albion que el programa GDP ha sido suspendido y son confinados en la nave hasta nuevo aviso. Lucette le muestra a Kou los diagramas del GP03 Dendrobium Stamen, pero Nakato los amenaza a ambos con una pistola diciéndoles que el proyecto GDP ha sido cancelado. Lucette se sacrifica recibiendo el disparo para salvar a Kou mientras Kou y el Albion escapan de La Vie En Rose con el Gundam Dendrobium Mientras tanto, El alto mando de la federación expresa su indiferencia sobre la posibilidad de la caída de una colonia en la luna. |                                                                                             |                    |
| 12 | «"Asalto en el Punto sin Retorno"» «"Kyōshū, Soshi Genkaiten" (強襲、阻止限界点)»           |                    |
| Kou y Gato pelean a bordo de sus Mobile Armors mientras el Albion trata de evitar que la colonia pase del punto sin retorno en su trayectoria hacia la tierra. Cima y sus soldados capturan a Delaz y secuestran al Gwanden, su nave insignia. Mientras tanto en Jaburo el General Kowen trata de convencer al comandante supremo de las F.E.F.T. Gen Gene Collini de movilizar todas las fuerzas necesarias para detener la caída de la colonia, pero Jamitov Hymem se interpone. Delaz descubre que la federación ha preparado un arma llamada Sistema Solar II, un conjunto de espejos reflectores de energía en el punto sin retorno y motiva a Gato que siga con la operación antes de que Cima lo mate. Enfurecido, gato destruye el puente de la nave Gwaden con una de las garras del Neue Ziel's. |                                                                                             |                    |
| 13 | «"Una Tormenta Arrasando a Través"» «"Kakenukeru Arashi" (駆け抜ける嵐)»                    |                    |
| La batalla por detener la caída de la colonia se intensifica. Por un lado, Las fuerzas de la federación y Cima se unen para defender el arma Solar Sistem II y por el otro, La flota de Delaz conduce la colonia en su trayectoria a la tierra, mientras la flota de Axis Zeon retrocede. Kou mata a Cima en el combate. El Arma Solar Sistem II dispara su rayo contra la colonia, pero Gato destruye su centro de control, haciendo que el poderoso rayo se debilite y no pueda destruir a la colonia. Gato atraviesa la red de reflectores solares y se mete en la colonia y le hace correcciones de rumbo. Kou trata de detenerlo, pero Nina interfiere y protege a Gato mientras escapan revelando se así que una vez estos fueron amantes. Los dos pilotos continúan peleando después de ordenarle a Karius que lleve a Nina a un lugar seguro. Los remanentes del arma Solar System II disparan de nuevo. Ambos bandos quedan maltrechos y la colonia cae en el medio oriente. Los federales le ordenan al la Flota de Axis que abandonen la esfera terrestre inmediatamente, habiendo prevenido su llegada, pero Gato dirige lo restante de la flota de Delaz, habiendo prevenido su llegada. Gato dirige a los sobrevivientes de la Flota de Delaz a en un último ataque y muere en un ataque suicida en una nave de la Federación. Varias semanas después, Jamitov Hymem y Bask Om anuncian la creación de los Titanes una fuerza militar especial para perseguir a los remanentes de Zeon. Todos los registros de la Operación Stardust y del proyecto Gundam son eliminados, incluyendo la sentencia de trabajos forzados de Kou. al final, Kou se reúne con Mora, Keith y Nina. |                                                                                             |                    |

## Temas de Apertura, Clausura e Insertos
Tema de Apertura/Inserto:
- Back to Paradise por Miki Matsubara (Episodio 1)

Temas de apertura:
- The Winner, por Miki Matsubara (Episodios del 2 al 7)
- Men of Destiny, por MIO (Episodios del 8 al 12)

Temas de Clausura:
- Magic por Jacob Wheeler (Episodios del 1 al 7)
- Evergreen por MIO (Episodios del 8 al 13 ~ la canción es tocada en su versión completa al final del episodio 13)
- True Shining por Rumiko Wada (Final de la película Compilatoria)

## Personajes

### Federación de la Tierra
Kou Uraki
El alférez Kou Uraki es un piloto de pruebas de la federación de la tierra acuartelado en la base australiana de Torrington. (Tiene 19 años de edad.) Kou se convierte en el piloto del Gundam GDP01 Zephyranthes cuando Anavel Gato se roba al Gundam GP02A. Kou persigue a Gato a bordo del GDP01. Posteriormente es reasignado como miembro del equipo de mobile suits de la nave Albion comandado por el Teniente South Burning. El equipo tiene órdenes de recuperar o destruir al Gundam GP02A.
Nina Purpleton
Nina es la ingeniera encargada de supervisar el proyecto que desarrolló a los dos Gundams; y es muy sobreprotectora con estos. Nina (a regañadientes) le permite a Kou pilotar al Gundam GP01 para recuperar al GP02A. Lentamente Kou y Nina empiezan una relación romántica. Posterior mente se revela que Nina tenía un pasado romántico con Anavel Gato.
Eiphar Synapse
El Capitán Eiphar Synapse es el Oficial Comandante de la nave Albion. El alto mando de las fuerzas federales le ha encomendado a él y a su tripulación la misión de recuperar al Gundam GDP02 Physalis que fue robado de la base de Torrington.
South Burning
El Teniente South Burning es un piloto veterano acuartelado en la base de Torrington y es el comandante del equipo de mobile suits de la nave Albion. Burning Muere en el octavo episodio cuando uno de los golpes recibidos por su mobile suit GM Custom se torna fatal haciendo explosión. justo después de encontrar un maletín con unos documentos detallando un plan denominado como "Operación Stardust."
Chuck Keith
Keith es el compañero y mejor amigo de Kou. Keith también es reasignado junto con Kou al equipo de búsqueda de la nave Albion. En el primer episodio aparece piloteando un Zaku II de Zeon que fue capturado por la Federación y posteriormente un GM Cannon II. Keith desarrolla una relación amorosa con Mora Bascht.
Bernard Monsha
El subteniente Bernard Monsha es uno de los tres pilotos nuevos asignados al Albion después del ataque a la base de Torrington. Desde que se unió al equipo, Monsha odia a Kou y Keith, especialmente a Kou, por haber sido elegido como piloto del Gundam GP01 a pesar de su falta de experiencia. Cuando no está en servicio, a Monsha le gusta beber alcohol, los juegos de azar y perseguir mujeres.
Alpha Bate

Chap Adel

Mora Bascht
La subteniente Mora Bascht es una mujer alta y fornida. Trabaja como jefe de mantenimiento a bordo de la nave Albion y es intima amiga de Nina. Se siente atraída por Keith desde el primer momento.

### Principado de Zeon/Flota de Delaz
*Anavel Gato
El Teniente Comandante Anavel Gato es un piloto de elite y antiguo miembro de la guardia palaciega del Principado de Zeon. Gato luchó heroicamente durante la "Guerra de un Año" y tuvo un papel prominente en la "Batalla de Solomon". Debido al ferocidad y arrojo que demostró en esta batalla, Gato paso a ser conocido como "La Pesadilla de Solomon". Este se une a la flota de Aiguille Delaz después que la guerra termina, desapareciendo por un tiempo. Posteriormente este vuelve en el año 0083 robándose el Gundam GP02A para utilizarlo en la Operación Stardust, disparando su arma nuclear contra la flota de la federación en el episodio 9. Gato muere en el episodio 13 dirigiendo un ataque suicida contra una nave de la federación.
*Aiguille Delaz
*Cima Garahau
Kelly Layzner
Kelly Layzner es un exteniente de Zeon que peleó junto a Gato durante la Guerra de un Año, conflicto en el que perdió su brazo izquierdo. Kelly ayuda a Kou a recuperar sus facultades mentales después de haber sido golpeado por unos bravucones en la ciudad de Von Braun y luego se hacen amigos. Sin embargo ambos están conscientes de que si se encuentran en batalla no tendrán de otra más que pelear. Kelly Laizner es el piloto del mobile armor Val Varo.

## Máquinas

### Federación Terrestre/Titanes
Mobile Suits
- Zaku II F2 Type
- MS-14F Gelgoog Marine
- RB-79 Ball
- RB-79C Ball Type C
- RGC-83 GM Cannon II
- RGM-79 GM
- RGM-79C GM Kai
- RGM-79C Powered GM
- RGM-79N GM Custom
- RGM-79Q GM Quel
- RX-78GP01 Gundam "Zephyranthes"
- RX-78GP01-Fb Gundam "Zephyranthes" FULL BURNERN
- RX-78GP02A Gundam "Physalis"
- Unidad de Apoyo Para Mobile Suit "Dendrobium Orchis" (Con RX-78GP03S Stamen en la imagen)
- RX-78GP03S Gundam "Dendrobium Stamen"

Unidades y vehículos de Apoyo
- Crucero Pesado clase Alexandria (Al Giza)
- Acorazado Clase Birmingham
- Aeronave de Carga C-88 Medea
- Carguero de Suministros Clase Columbus (Kai)
- FF-XII Core Fighter II
- FF-XII-Fb Full Burnern Core Fighter II
- Acorazado clase Magellan (Kai)
- Portador de Mobile Suits MSC-07 Albion
- Crucero clase Salamis (Kai)

### Principado de Zeon/Flota Delaz/Axis Zeon
Mobile Suits
- AGX-04 Gerbera Tetra
- AMX-002 Neue Ziel
- MA-06 Val Walo
- MS-06F Zaku II
- MS-06F2 Zaku II F2 Type
- MS-09F Dom Funf
- MS-09F/trop Dom Tropen
- MS-09R Rick Dom
- MS-09RII Rick Dom II
- MS-14A Gelgoog
- MS-14F Gelgoog Marine
- MS-14Fs Gelgoog Marine Commander Type
- MS-21C Dra-C
- RX-78GP02A Gundam "Physalis"
- YMS-16M Xamel

Unidades y Vehículos de Apoyo
- Gwanban-class (Gwanzan)
- Gwazine-class (Gwaden)
- Vehículo de Carga H.L.V.
- Hohsenka
- Submarino de Asalto Clase Jukon (refit) (U-801)
- Komusai II
- MS Landing Ship
- Musai-class Late Production Type
- Papua-class
- Zanzibar II-class (Lili Marleen)
- Pazock-class

### Anaheim Electronics
Unidades y Vehículos de Apoyo
- La Vie en Rose
- Space Boat "Hulke"